# Infectious Records
Infectious Records är ett skivbolag vars artister och band har inkluderat Ash, Local Natives, Symposium, My Vitriol, Seafood, The Paradise Motel, General Fiasco och The Subways. Infectious grundades av Korda Marshall, efter att han lämnat RCA Records, och blev en del av Marshalls Mushroom Records UK (numer A&E Records)-verksamhet vid mitten av 1990-talet. Korda var också ansvarig för att ha signat Muse, Paul Oakenfold och Perfecto Records till sin Mushroom-etikett.
Det första bandet att skriva kontrakt med skivbolaget var det brittiska rockbandet PWEI (Pop Will Eat Itself), som hade följt med Marshall från RCA Records, där de hade utgivit ett flertal album såsom This Is The Day, This Is The Hour, This Is This!.  Men, i och med utförsäljningen av Mushroom Records Storbritannien-baserade verksamhet till Warner Music Group, minskade Infectious roll inom A&E-verksamheten, där de flesta banden blev lablade under Warners huvudetiketter såsom Atlantic Records. Detta till trots användes skivbolaget igen av den multinationella gruppen för nyligen kontrakterade artister indieband såsom The Subways.
I januari 2009 meddelades det att Korda Marshall skulle starta om Infectious Records som Infectious Music Ltd. Med finansiellt stöd från teater- och sportentreprenören Michael Watt, anställde Marshall även Michael Gudinski som styrelsemedlem i bolaget.
Det första bandet att skriva kontrakt med det nystartade Infectious Records det Melbourne-baserade bandet The Temper Trap, som även är signade till Gudinksis australiska skivbolag Liberation. General Fiasco, Local Natives och Cloud Control har därefter blivit signade.